# Costa Rica
Costa Rica (spansk: Costa Rica), officielt Republikken Costa Rica (spansk: República de Costa Rica) er et land i Mellemamerika. Landet grænser op til Nicaragua mod nord, Panama mod sydøst, Stillehavet mod vest, det Caribiske Hav mod øst og Ecuador ved den sydlige del af øen Isla del Coco. Hovedstaden og den største by er San José med cirka en tredjedel af landets befolkning i storbyområdet. Costa Rica er et stabilt demokrati med en god økonomi sammenlignet med andre lande i regionen.
På spansk betyder Costa Rica "rig kyst". Siden borgerkrigen i 1948 har Costa Rica modsat de fleste andre mellemamerikanske lande været fri for politisk vold. Costa Rica er siden blevet kendt for at være landet uden en hær, da den blev opløst efter borgerkrigen. Selv om landet målt i areal er et af de mindste i verden, så er det et af de lande, der har den største biologiske mangfoldighed med cirka 5 % af alle verdens arter.
Costa Rica er det mest velstående land i Mellemamerika. Kaffedyrkning kom i 1808 til landet fra Cuba, og gennem historien har også eksporten af bananer og kød været centrale i landets økonomi. I dag er Costa Ricas økonomi udover landbruget baseret på turister, som lokkes af økoturisme og regnskovene, og eksporten af elektronik til andre lande. En recession rystede Costa Rica i slutningen af 1990'erne, men efter årtusindskiftet er landets økonomi igen begyndt at vokse. Costa Ricas myndigheder har prøvet at styrke landets højteknologiske bedrifter, så de kunne øge eksporten. Dette er blevet anset for en vigtig årsag til landets økonomiske vækst i 00'erne. Folket i Costa Rica stemte i 2004 for en frihandelsaftale med USA. USA er Costa Ricas største handelspartner og investor. Laura Chinchilla blev i 2010 den første kvindelige præsident i landet.
Costa Rica er især kendt for sit rige dyre- og planteliv, vulkaner, nationalparker, tropiske regnskove, de ufremkommelige jungler og ikke mindst de attraktive badestrande, der årligt tiltrækker tusinder af turister fra hele verden.

## Historie

### Førkolumbiansk tid
Historikere har klassificeret de indfødte folk i Costa Rica som tilhørende "det mellemliggende område", hvor grænseområderne mellem de mesoamerikanske og andeanske indfødte kulturer overlapper hinanden. For nylig er det førkoloniale Costa Rica også blevet beskrevet som en del af det Isthmo-Colombianske område.
Det ældste bevis (stenværktøj) for menneskelig besættelse i Costa Rica er forbundet med ankomsten af forskellige grupper af jægere og samlere omkring 10.000-7.000 år f.Kr. i Turrialba-dalen. Tilstedeværelsen af spydspidser og pile fra Cloviskulturen i Sydamerika åbner mulighed for, at der i dette område eksisterede to forskellige kulturer.
Landbruget blev udbredt blandt de befolkninger, der boede i Costa Rica omkring 3.000 f.Kr. De dyrkede hovedsagelig knold- og rodfrugter (som gulerødder). I første og andet årtusinde f.Kr. fandtes allerede bosatte landbrugssamfund. Disse var små og spredte, og overgangen fra jagt og indsamling til landbruget som hovednæringsvej i området endnu ikke er kendt.
Den tidligste brug af keramik optræder omkring 2.000 til 3.000 f.Kr. Et antal lerpotter, cylindriske vaser, fade, kalebasser og andre former for vaser dekorerede med riller, indskrifter og nogle modellerede efter dyr er blevet fundet.

### Spansk koloni
Den opdagelsesrejsende Christoffer Columbus ankom til det nuværende Costa Ricas kyst i 1502. Han gav landet navnet Costa Rica (Den Rige Kyst), som hentydede til håbet om store rigdomme. Costa Rica blev erobret af Spanien i løbet af 1600-tallet og blev den sydligste provins i Generalkaptajnskabet Guatemala, nominelt en del af Nyspanien men i praksis et selvstændigt styret område. Costa Ricas afstand fra hovedstaden i Guatemala, forbuddet i henhold til spansk lov mod at handle med den sydlige nabo i Panama, da en del af Vicekongedømmet Ny Granada (senere Colombia), samt fraværet af ressourcer som guld og sølv gjorde Costa Rica til en fattig, isoleret og sparsomt beboet region i det spanske koloniimperium. Costa Rica blev beskrevet som "den fattigste og mest elendige spanske koloni i hele Amerika" af en spansk guvernør i 1719.
Navnet Costa Rica blev først anvendt om hele den sydvestlige kyst af Det Karibiske Hav, der formodedes at være rig på guld. Fra omkring 1540 blev navnet brugt om et landområde, omtrent svarende til det nuværende Costa Rica, selv om de spanske guldsøgere ikke fandt store rigdomme her. Provinsens grænse blev fastsat 1560-73, især af den aktive guvernør Juan Vasquez de Coronado, der blev udnævnt 1562, og som gennemrejste størstedelen af landet og grundlagde Cartago i 1563.
Næsten alle de følgende guvernører var imidlertid dårlige regenter: indianerne gjordes til slaver og nedsank i den ynkeligste fattigdom, og kysterne hærgedes af sørøvere, især i slutningen af det 17. århundrede.

### Selvstændigheden frem til 1. verdenskrig
Den 15. september 1821 gjorde Costa Rica oprør mod Spanien sammen med de andre mellemamerikanske provinser og sluttede sig til det mexikanske rige under Iturbide. I 1823, da Mexiko blev erklæret republik, rev Costa Rica sig løs fra forbindelsen, og regeringssædet flyttedes fra Cartago til San José. Fra 1824 hørte Costa Rica til Mellemamerikas forenede Fristater, men vedblev dog at være ret uafhængig af centralregeringen og ophævede unionen 1840. En grundlov for Republikken Costa Rica blev vedtaget 1848.
Under den energiske, næstan despotiske general Carillo (1839-42), under hvem Costa Rica trak sig ud af den centralamerikanske føderation og konstituerade sig som en suveræn stat, blev landet imidlertid inddraget i de centralamerikanske politiske hovedpartiers strid. Detta skete ved, at lederen af de så kaldte føderalister, tidligere præsident i Guatemala, general Morazan, med vold søgte at gennemtvinge sina enhedsplaner. I 1842 gjorde han ett indfald i landet og fordrev Carillo, men blev taget til fange og skudt i september samme år.
1850-59 styrede den rige godsejer og kaffehandler Juan Rafael Mora som præsident med stor orden og dygtighed. Han sluttede i 1852 et konkordat med paven, hvorved den katolske kirke blev statskirke og fik et årligt tilskud, men ingen tiende og intet uafhængigt af statsmagten. Fra 1853 blev krævet evne til at læse og skrive som vilkår for at kunne stemme ved politiske valg. Han modarbejdede de engelske og tyske indvandreres voksende indflydelse, men blev styrtet af det liberale parti i 1859 og blev skudt efter et mislykket forsøg på at undertrykke en revolution i 1860.
Den kraftige Thomas Guardia var præsident uafbrudt fra 1870 til sin død 1883 og regerede ret diktatorisk. Han fik vedtaget en ny grundlov i 1871 og indførte almindelig værnepligt og tvungen og gratis skoleundervisning. Imidlertid bragte han gennem dårligt ledede jernbanebyggerier og manglende
sparsommelighed landets finanser i uføre.
Senere var Prospero Fernandez (1882-85), Bernardo Soto (1885-89), J. Rodriguez (1890-94), Rafaël Iglesias (1894-1902) og Ascensión Esquivel (8. maj 1902 - 8. maj 1906) præsidenter.
I 1897 sluttede Costa Rica sig til Republikken Mellemamerika, der i forvejen bestod af Honduras, Nicaragua og Salvador, men som allerede opløstes 1898. Grænsen mellem Costa Rica og Nicaragua blev fastsat i 1888 efter voldgiftskendelse af USAs præsident. Under Rafael Iglezias, der var præsident i Costa Rica 1894-1902, afgjordes en grænsestrid mellem Costa Rica og Panama (som på daværende tidspunkt var en provins af Colombia) ved voldgift af den franske præsident, som afsagde sin kendelse den 15. september 1900: grænselinien, som skulle gå fra Kap Mona ved det karibiske hav til Kap Burica ved Stillehavet, blev anerkendt af parterne 1905 og nærmere fastsat i 1907. Costa Rica formåede at holde sig uden for de hyppige blodige stridigheder mellem de centralamerikanske republikker. Den 25. maj 1908 åbnedes i Cartago en voldgiftsdomstol for Mellemamerika i et af Carnegie bekostet "Fredspalads", men denne bygning ødelagdes under et jordskælv i maj 1910, der tilintetgjorde det halve Cartago, hvorefter voldgiftsdomstolen flyttedes til San José, hvor Carnegie lod opføre et nyt fredspalads. I 1911 og 1912 blev Landet atter hjemsøgt af alvorlige jordskælv.
Befolkningen var stærkt voksende: I 1892 blev den opgjort til 243.000, hvoraf 220.000 opgaves at være kreoler, 20.000 indianere, 2.000 negre og 1.000 kinesere. Den 31. december 1913 beregnedes indbyggertallet til 410.981 svarende til 7 pr km2. De allerfleste af de såkaldte kreoler var i virkeligheden mestizer, og det indianske blod var derfor overvejende i befolkningen; af egentlige hvide (folk af europæisk herkomst) fandtes kun nogle tusinde. Indvandringen havde ikke været stærk. De første hvide kom fra Nordspanien, men i begyndelsen af 1900-tallet var en del italienere, tyskere, englændere, nordamerikanere og franskmænd indvandrede. I 1910 indvandrede 11.233 og udvandrede 7.236. Næsten alle indbyggerne var romersk-katolske.
Præsident Esquivel blev efterfulgt af Cleto Gonzålez Yiquez (1906-10) og Kicardo Jiménez (1910-14). Efterfølgeren Alfredo Gonzålez blev styrtet 1917 af Federigo Tinoco, som imidlertid ikke blev anerkendt af USA, og han måtte bekæmpe flere oprør og blev i 1919 fordrevet af Julio Acosta Garcia, som først styrede som provisorisk præsident og der efter, fra maj 1920, som forfatningsmæssigt valgt præsident til 1924.
Under 1. verdenskrig var Costa Rica først neutralt, men afbrød som følge af den tyske ubådskrig de diplomatiske forbindelser med Tyskland i september 1917 og erklærede formelt Tyskland krig i maj 1918.
Den vigtigste næringsvej var agerbruget. Små selvejende landbrug var det almindelige, og det dyrkede område under stadig udvidelse. Der dyrkedes majs, bønner, hvede, sukker, ris, kartofler og batater til befolkningens ernæring. En vigtig udførselsartikel var kaffe, der især dyrkedes på højsletten mellem 1000 og 1500 m.o.h., mest på den pacifiske side. I 1913 udførtes for 13,5 mio. kr. Endnu større betydning havde udførslen af bananer, især til Nordamerika: 1913 udførtes for 19,4 mio. kr. Også kakaodyrkningen var vigtig. Tobak og indigo havde aftagende betydning. Skovene i lavlandet leverede mængder af kautsjuk og kostbare træsorter. Kvægavlen var i stærk udvikling: i 1906 fandtes 361.000 stk hornkvæg, 112.000 svin og 59.000 heste. Bjergværksdriften var gammel: der fandtes guld- og sølvminer på den pacifiske side ved Abangares, Barranca og Aguacate. I 1913 udførtes for 3,8 mio. kr guld og sølv. Industrien indskrænkede sig til håndværk, kun garveri havde nogen betydning.
De økonomiske forhold led en tid under de lave kaffepriser, men bedredes atter, idet hovedvægten blev lagt på bananavl. Efter forhandlinger 1910-11 traf Costa Rica en overenskomst med sine fremmede kreditorer, hvorefter toldindtægterne blev stillet som sikkerhed for den udenrigske statsgæld.
En ny grænsestrid med Panama afgjordes 1914 ved voldgift, og 1921 overtog Costa Rica det omstridte territorium (Coto Distriktet). Imidlertid nægtede Panama at anerkende grænsen, nye stridigheder brød ud og endte med en midlertidig våbenstilstand.

### Mellemkrigstiden
Mellemkrigstiden oplevede landet social uro. I perioden 1917 til 1919 herskede Federico Tinoco Granados som diktator.
Folketællingen fra 1927 viste, at landet talte 471.524 indbyggere, hvoraf under 50.000 boede i hovedstaden San José.
Værdien af kaffehøsten var i 1926 2,2 mio. pund sterling og af bananhøsten 1,3 mio. pund sterling. Kaffe og bananer udgjorde tilsammen 9/10 af eksportværdien.
Den økonomiske krise i 1930'erne fik katastrofale følger for kaffeeksporten. Samtidig blev bananplantagerne ødelagt af banansygdomme, og i perioden 1934-1942 skete en flytning af bananplantagerne fra den caribiske til den pacifiske side af landet. Der var megen uro i tilknytning til fagforeningerne. Kommunistpartiet, som blev oprettet i 1929, og socialistpartiet støttede fagforeningerne, men præsident León Cortes Castro modarbejdede dem.
I 1941 erklærede Costa Rica Aksemagterne krig.

### Efterkrigstiden
1944-1948 var Teodoro Picado Michalski præsident. I 1948 udbrød en 44-dages borgerkrig som følge af et omstridt præsidentvalg.
Ved valget i 1948 var der visse uregelmæssigheder, og José María Hipólito Figueres Ferrer, en ung socialdemokratisk orienteret forretningsmand, begyndte et væbnet oprør for at få valgresultatet respekteret. Han beholdt magten som præsident i 18 måneder 1948-49 og indførte med den nye grundlov i 1949 en række vigtige reformer: decentralisering af statsapparatet, nationalisering af bankvæsenet (bl.a. for at fratage kaffegodsejerne monopolet på kreditgivning og for at fremme sit eget politiske projekt om dyrkning af nye eksportafgrøder og industrialisering af landet), afskaffelsen af hæren etc. I 1953 grundlagde han PLN (Det Nationale Befrielsesparti).
Fra 1949-1953 var Luis Rafael de la Trinidad Otilio Ulate Blanco præsident, men Ferrer blev præsident igen 1953-1958.
Både den kristelige og den socialdemokratiske lovgivning fra 1940'erne og 1950'erne danner grundlag for det moderne Costa Rica. Landet var således en fredelig oase uden større sociale spændinger i det ellers urolige Mellemamerika. Costa Rica var helt op til 1950'erne relativt tyndt befolket af en forholdsvis homogen, overvejende hvid befolkning.
I 1958-1962 havde landet konservativt styre under Mario José Echandi Jiménez, men i 1962 valgtes den moderate socialist F.J. Orlich Balmarich til præsident. Han efterfulgtes i 1966 af José Joaquín Trejos Fernández. I tiden 1970-1974 var Ferrer præsident for tredje gang.
Costa Rica vedblev at være et landbrugsdomineret land. Af 395.273 erhvervsaktive i 1963 ernærede 49,1% sig af landbrug, gartneri, skovbrug og fiskeri, 0,3% ved minedrift, 11,5% ved håndværk og industri, 5,9% ved byggeri, 1,1% ved offentlige værker, 9,8% af handel, 3,7% af transport, 17,2% af tjenester og 1,4% af andet. Kaffe var den vigtigste afgrøde. I 1966-67 blev produceret 149.000 ton. Endvidere spillede bananer, kakao, majs, sukker, tobak, ris og kartofler fortsat en rolle.
Befolkningen var kraftigt voksende til 35 promille i 1960-erne: i 1963 havde Costa Rica 1.336.274 indbyggere. Langt hovedparten af befolkningen var hvide og mestizer. 1,9% var negre, overvejende bosatte i Caraib-provinsen Limón, hvor i 1950 omkring 91% af dem boede. Den oprindelige indianske befolkning udgjorde kun 0,3% og levede fortrinsvis i små, isolerede landsbyer, især i regnskovsområderne og på småøer ud for kysten.
1974-1978 var Daniel Oduber Quirós præsident, 1978-1982 Rodrigo José Carazio Odio, 1982-1986 Luis Alberto Monge Álvarez, 1986-90 Óscar Rafael de Jesús Arias Sánchez, 1990-94 Rafael Ángel Calderón Fournier, 1994-98 José María Figueres Olsen.

### 21. århundrede
Den socialdemokratiske præsident José María Figueres Olsen forsøgte i sin regeringsperiode 1994-98 at bekæmpe den stigende fattigdom, men måtte på grund af dårlig offentlig økonomi afskedige folk og sænke løn og pensioner. Den konservative præsident Miguel Ángel Rodríguez, der beklædte posten fra 1998-2002, gik i gang med at privatisere statslige virksomheder og fik tiltrukket fremmed kapital. Ved valget i 2002 vandt Abel Pacheco fra PUSC. Pacheco lovede i sin valgkamp mere effektivitet og højere social velfærd. På trods af at Costa Rica ikke har en hær, var landet en del af den koalition, som støttede USA under Irakkrigen i 2003.
I 2006 blev den populære Óscar Arias efter en international karriere igen valgt til præsident. Arias blev ved valget i 2010 afløst af Laura Chinchilla fra PLN, der derved blev landets første kvindelige præsident. Hun blev i 2014 afløst af Luis Guillermo Solís fra det moderate venstreorienterede PAC (Partido Acción Ciudadana – Borgernes Aktionsparti).

## Geografi
Costa Rica ligger på den mellemamerikanske tange, 10° nord for ækvator og 84° vest for nulmeridianen og landet er lidt større end Danmark. Landet grænser op til Nicaragua i nord og Panama i sydøst. Landet har en kystlinje mod Stillehavet i vest og det Caribiske Hav i øst. Costa Rica omfatter også øen Isla del Coco i Stillehavet, ca 550 km fra kysten. Landet har i alt 1.290 kilometer kystlinje – 212 km. langs den caribiske kyst og 1.016 km. langs Stillehavet. Landets højeste punkt er Cerro Chirripó (3.810 meter) og den største sø er Arenal-søen.
Costa Ricas midterste del består af et bjergområde, som deler landet i en vestlig og østlig del. Landet har kun to årstider, en regntid, som varer fra maj til november og en tørketid, som strækker sig fra december til april. Størstedelen af befolkningen bebor den centrale højslette. Den har en frugtbar vulkansk jordbund og et behageligt tropisk klima med sommerregn. Her ligger de fire største byer (San José, Heredia, Cartago og Alajuela), der tilsammen rummer halvdelen af befolkningen.
Atlanterhavskysten er også beboet. Det varme, fugtige klima med helårsregn er ideelt for bananproduktion. Området her forener vigtige økonomiske resurser med et kulturelt særpræg. Stillehavskysten, der er klippefuld og præget af regnskov og mangrove, er tyndt befolket. Af Costa Ricas landareal består 23 % af naturbeskyttelsesområder, opdelt i elleve forskellige underområder. Landet har også en af de største mangfoldigheder hvad angår arter af flora og fauna i verden.
Costa Rica er til tider udsat for vulkanudbrud og jordskælv. Landets største miljøproblemer er jorderosion og luftforurening. Arenal vulkanen, der ligger i den nordvestlige del af landet, har været særdeles aktiv siden 1968, hvor flydende lava dræbte 87 mennesker. I dag er vulkanen dog roligere, men rører stadig på sig og spyr lava op med jævne mellemrum. Den 5. september 2012 ramte et kraftigt jordskælv Nicoya Peninsula, 11 km. sydøst for Nicoya. Jordskælvet målte 7,6 på momentmagnitudeskalaen og kostede to dødsfald.

### Klima
Costa Ricas klima er subtropisk og tropisk i lavlandet, men noget mere tempereret i det centrale højland. Landet har to årstider, sommer (verano) og vinter (invierno), som set fra en mere meteorologisk synsvinkel er regntid og tørtid. Regntiden varer mellem maj og november, hvilket ofte fører til oversvømmelser i lavlandet. Tørtiden varer oftest mellem december til april (mest udpræget fra januar til marts), med mindre afvigelser langs den caribiske kyst, hvor der forekommer kortere, tørre perioder i september og oktober.
Temperaturen i Costa Ricas lavland ligger på omkring 20-30 °C, med mindre variationer afhængig af årstiden og med de højeste temperaturer i tørtidens slutperiode. Temperaturen i Costa Rica er dog relativt jævn hen over året, det som påvirker den mest er hvilken højde, man befinder sig på.
Costa Rica rammes løbende af tropiske cykloner. Det stedlige klima, herunder nedbøren, præges i høj grad af landets terræn med det centralt liggende højland. Mest fremherskende er nordøst-passaten, samt en kraftig vestlig havvind, der om sommeren giver regn på Stillehavs-kysten og de tilgrænsende bjergskråninger. I vintermånederne beherskes Costa Rica helt af nordøst-passaten. Dette indebærer, at de bjergskråninger, der vender mod Det Caribiske Hav får store regnmængder (fordi vinden presses opad og afgiver sin nedbør), mens de bjergskråninger, der ligger mod Stillehavet, ligger i passat-læ og derfor har tørtid. Om sommeren er landet derimod under påvirkning af den intertropiske konvergenszone, som giver vedvarende store nedbørsmængder.
San José, der ligger i bjerglandet mod vest, har derfor en markant regntid og en tørtid fra januar til marts, mens Limón, der ligger i lavlandet mod øst, har nærmest permanent regntid.
| Vejr for San José, Costa Rica             | Vejr for San José, Costa Rica | Vejr for San José, Costa Rica | Vejr for San José, Costa Rica | Vejr for San José, Costa Rica | Vejr for San José, Costa Rica | Vejr for San José, Costa Rica | Vejr for San José, Costa Rica | Vejr for San José, Costa Rica | Vejr for San José, Costa Rica | Vejr for San José, Costa Rica | Vejr for San José, Costa Rica | Vejr for San José, Costa Rica | Vejr for San José, Costa Rica |
|                                           | Jan                           | Feb                           | Mar                           | Apr                           | Maj                           | Jun                           | Jul                           | Aug                           | Sep                           | Okt                           | Nov                           | Dec                           | År                            |
| ----------------------------------------- | ----------------------------- | ----------------------------- | ----------------------------- | ----------------------------- | ----------------------------- | ----------------------------- | ----------------------------- | ----------------------------- | ----------------------------- | ----------------------------- | ----------------------------- | ----------------------------- | ----------------------------- |
| Gennemsnitlig maks °C                     | 28,2                          | 29,1                          | 29,9                          | 30,3                          | 28,8                          | 28,2                          | 28,2                          | 28,3                          | 27,8                          | 27,1                          | 27,2                          | 27,9                          | 28,4                          |
| Gennemsnitlig °C                          | 22,6                          | 23                            | 23,5                          | 23,7                          | 22,9                          | 22,5                          | 22,6                          | 22,4                          | 22                            | 21,8                          | 21,9                          | 22,3                          | 22,6                          |
| Gennemsnitlig min °C                      | 18,5                          | 18,7                          | 18,8                          | 19,1                          | 19,2                          | 19                            | 19                            | 18,8                          | 18,3                          | 18,5                          | 18,3                          | 18,3                          | 18,7                          |
| Gennemsnitlig nedbør mm                   | 6,3                           | 10,2                          | 13,8                          | 79,9                          | 267,6                         | 280,1                         | 181,5                         | 276,9                         | 355,1                         | 330,6                         | 135,5                         | 33,5                          | 1,971                         |
| Kilde (2016): Costa Rica Guides (engelsk) |                               |                               |                               |                               |                               |                               |                               |                               |                               |                               |                               |                               |                               |

| Vejr for Limón International Airport, Costa Rica                                                                                             | Vejr for Limón International Airport, Costa Rica | Vejr for Limón International Airport, Costa Rica | Vejr for Limón International Airport, Costa Rica | Vejr for Limón International Airport, Costa Rica | Vejr for Limón International Airport, Costa Rica | Vejr for Limón International Airport, Costa Rica | Vejr for Limón International Airport, Costa Rica | Vejr for Limón International Airport, Costa Rica | Vejr for Limón International Airport, Costa Rica | Vejr for Limón International Airport, Costa Rica | Vejr for Limón International Airport, Costa Rica | Vejr for Limón International Airport, Costa Rica | Vejr for Limón International Airport, Costa Rica |
| | Jan                                              | Feb                                              | Mar                                              | Apr                                              | Maj                                              | Jun                                              | Jul                                              | Aug                                              | Sep                                              | Okt                                              | Nov                                              | Dec                                              | År                                               |
| --- | ------------------------------------------------ | ------------------------------------------------ | ------------------------------------------------ | ------------------------------------------------ | ------------------------------------------------ | ------------------------------------------------ | ------------------------------------------------ | ------------------------------------------------ | ------------------------------------------------ | ------------------------------------------------ | ------------------------------------------------ | ------------------------------------------------ | ------------------------------------------------ |
| Gennemsnitlig maks °C | 28,8                                             | 29,1                                             | 29,7                                             | 30,1                                             | 30,4                                             | 30,3                                             | 29,6                                             | 30,1                                             | 30,6                                             | 30,4                                             | 29,4                                             | 28,9                                             | 29,8                                             |
| Gennemsnitlig °C | 24,8                                             | 24,9                                             | 25,5                                             | 26,1                                             | 26,6                                             | 26,6                                             | 26,1                                             | 26,3                                             | 26,6                                             | 26,4                                             | 25,7                                             | 25,1                                             | 25,9                                             |
| Gennemsnitlig min °C | 20,7                                             | 20,7                                             | 21,2                                             | 22                                               | 22,8                                             | 22,9                                             | 22,6                                             | 22,5                                             | 22,5                                             | 22,3                                             | 21,9                                             | 21,2                                             | 21,9                                             |
| Gennemsnitlig nedbør mm | 319,7                                            | 237,3                                            | 208,5                                            | 263                                              | 333,5                                            | 289                                              | 426,3                                            | 303,2                                            | 142,1                                            | 207,1                                            | 400,6                                            | 445                                              | 3.567,2                                          |
| Kilde (2016): Instituto Meteorologico Nacional (precipitation 1941–2012, temperatures 1970–2012, sun 1969–2012, humidity 1970–2012) (spansk) |                                                  |                                                  |                                                  |                                                  |                                                  |                                                  |                                                  |                                                  |                                                  |                                                  |                                                  |                                                  |                                                  |

### Vulkaner og jordskælv
I landet er der 112 vulkaner, hvoraf 10 stadig er aktive. Tæt på hovedstaden San José er der fire vulkaner, hvoraf to er aktive. En af dem, Irazú, havde et stort udbrud i perioden 1963-1965 med stor ødelæggelser til følge. Den anden, Poás, har et enormt hovedkrater, som anses at være et af de største i verden. Den mest besøgte vulkan er nok Arenal, som stadig er aktiv; den kan ses fra byen La Fortuna.
Der er 14 kendte vulkaner i Costa Rica, og seks af dem har været aktive i de sidste 75 år. Landet har også oplevet mindst ti jordskælv med en størrelse på 5,7 eller højere (3 i størrelsesorden 7,0 eller højere) i det sidste århundrede.

### Flora og fauna
Costa Rica er særdeles kendt for dets spændende og farverige dyreliv. Landet er hjemsted for et stort antal planter og dyr. På trods af at landet kun udgør 0,1 % af verdens samlede areal, så rummer den biologiske mangfoldighed i Costa Rica 5 % af verdens planter og dyr, hvilket svarer til mellem 500.000 og 1 mio. forskellige arter inden for flora og fauna. Heriblandt er der 50.000 forskellige arter insekter, over 1.000 orkidearter, 800 bregner (flere end i Canada, USA og Mexico tilsammen), 208 forskellige pattedyrarter, 850 fuglearter og cirka 200 krybdyr, hvoraf halvdelen er slanger. Hele 27 % af Costa Ricas areal er afsat til nationalparker, naturreservater, naturbeskyttelsesområder eller andre former for beskyttede områder, først og fremmest statslige områder, men også private. Stadig flere i Costa Rica opkøber naturarealer for at bevare områderne fra menneskelig indblanding. Med mere end en fjerdedel af landets totale areal, reserveret til dyr og miljø, er Costa Rica det land i verden, som har den procentuelt største mængde naturbeskyttelsesområder.
Et af disse naturbeskyttelsesområder er nationalparken Tortuguero National Park – navnet Tortuguero kan oversættes som "fuld af skildpadder" – det er hjemsted for edderkopaber, brøleaber, kapucineraber, dovendyr, 320 fuglearter (deriblandt 8 forskellige papegøjearter), krokodiller, samt et antal forskellige reptiler, men det nationalparken er mest kendt for, er den udryddelsestruede suppeskildpaddes årlige redebygning, idet nationalparken anses for at være det vigtigste ynglested for denne art. Havskildpaddearterne læderskildpadde, ægte karette og uægte karette bygger også rede her. Parken består ligeledes af sumpe, søer og regnskove.
Costa Ricas planteliv er mindst lige så varieret og rigt som dyrelivet. I visse dele af landet, især i lavlandet ved Guanacaste, falder der meget lidt regn i fire-fem måneder under tørtiden. Den naturlige vegetation her er derfor tørre tropiske skove, hvor de fleste af træerne er løvfældende lige efter den tørre periodes begyndelse. Disse skove karakteriseres ved at træerne sjældent vokser til en højde over 30 meter og ved at vegetationen tættest ved jorden er fuld af krat og tornebuske. I størstedelen af det costaricanske lavland er klimaet imidlertid så tilpas varmt og vådt at træerne kan fortsætte væksten det meste af året. Denne type regnskov forbliver i modsætning til de tørre skove grøn året rundt og trækronerne vokser sig til en højde op til 50-60 meter, og beholder deres grønne løv. Vegetationen og træernes højde falder som temperaturen med højden, og efter 1.000 meters højde begynder trætoppene at blive mindre i takt med at regnmængden bliver mindre.
Udover disse typer af skove har Costa Rica også megen anden og varierende vegetation og natur, blandt andet såkaldte páramos (alpine græssletter), vådområder, mangrove, kyster og koralrev. Der er omkring 1.251 arter af sommerfugle og mindst 8.000 arter af møl. Sommerfugle og møl er fælles året rundt, men er mere til stede i regntiden. 10 % procent af de kendte sommerfuglearter på verdensplan finder man i Costa Rica.
Nogle bemærkelsesværdige insekter i Costa Rica er bier, myrer såsom bladskærermyrer og army-myrer, næsehornsbiller og løvgræshopper. Der er 183 arter og underarter af terrestriske havsnegle fra Costa Rica og talrige muslinger. Costa Rica er hjemsted for omkring 175 paddearter, hvoraf 85 % er frøer. Der er omkring 120 arter af slanger i landet, herunder 5 kraftfulde kvælerslanger og en bred vifte af harmløse snoge. Der er omkring 20 giftslanger, herunder farverige koralslanger og forskellige hugorme. Costa Rica er også hjemsted for næsten 250 arter af pattedyr.

## Politik
Costa Rica er en demokratisk republik med en stærk forfatning. På trods af, at enkelte mener, at Costa Rica har haft uafbrudt demokrati i over 115 år, så viser landets præsidentsvalgshistorik noget andet. Landet har imidlertid haft mindst 59 år med uafbrudt demokrati, hvilket gør landet til et af de mest stabile i området, og Costa Rica er sluppet for megen af den politiske vold, som nærmest har hærget konstant i øvrige lande i Mellemamerika.
Den besluttende magt ligger hos præsidenten. I henhold til forfatningen skal der også vælges to vicepræsidenter samt et kabinet, som udvælges af præsidenten. Præsidenten, vicepræsidenterne og de 57 medlemmer af den lovgivende forsamling vælges for mandatperioder af fire år. En forfatningsændring fra 1969 forhindrer præsidenten og medlemmer af den lovgivende forsamling i at sidde i to mandatperioder i træk, imidlertid kan de stille op ved endnu et valg efter at have siddet over én mandatperiode.
De dominerende partier er det socialdemokratiske PLN (Partido Liberación Nacional), grundlagt i 1951 af José Figueres, præsident 1953–58 samt det konservative PUSC (Partido de Unidad Socialcristiana). Socialdemokraten Óscar Arias, præsident 1986–90, fik i 1987 Nobels fredspris for sin fredsplan for de stridende stater i Mellemamerika.
I april 2003 blev forbuddet i forfatningen mod genvalg trukket tilbage, og dette tillod, at Óscar Arias kunne stille op som præsidentkandidat til en anden periode. I 2006 blev Óscar Arias fra PLN genvalgt i et tæt og hårdt valg, hvor han lagde vægt på at fremme frihandlen med først og fremmest USA. Han trådte til igen den 8. maj 2006 sammen med vicepræsidenterne Laura Chinchilla (første vicepræsident) og Kevin Casas (anden vicepræsident). Casas gik dog af den 22. september 2007, efter strid om et notat til præsidenten, hvor Casas skal have foreslået at tilbageholde finansiel støtte til de borgmestre, som det ikke lykkedes at få egne distrikter til at stemme "ja" ved folkeafstemningen vedrørende frihandelsaftalen i oktober samme år. I 2010 blev Óscar Arias efterfulgt af den tidligere vicepræsident Laura Chinchilla, som har en mandatperiode på 4 år. Chinchilla er den første kvindelige præsident i Costa Rica. I 2014 blev Luis Guillermo Solis ny præsident.
Landets autonome statsorganer har relativt stor driftsfrihed, blandt andet telekommunikations- og elektricitetsmonopolerne, de nationaliserede banker, statens forsikringsmonopol, og organet for social sikkerhed. Costa Rica har ikke noget militærvæsen, men opretholder indenrigspolitistyrker til sikkerheden. Disse omfatter bl.a. Guardia Civil og Guardia Rural.

### Udenrigspolitik
Costa Rica er et aktivt medlem af FN og OEA. Den Interamerikanske Domstol for Menneskerettigheder og FN's Fredsuniversitet ligger begge i Costa Rica. Den costaricanske stat er også medlem af et antal andre internationale organisationer, der arbejder for menneskerettigheder og demokrati. Det har desuden været landets vigtigste mål med udenrigspolitikken at fremme menneskerettighederne og bæredygtig udvikling for at sikre stabilitet og vækst. Costa Rica er også medlem af Den Internationale Straffedomstol.
Den 10. september 1961, nogle måneder efter at Fidel Castro erklærede Cuba en socialistisk stat, afsluttede Costa Ricas præsident Mario Echandi diplomatiske forbindelser med Cuba gennem bekendtgørelse nr. 2. Denne periode varede i 47 år, indtil præsident Óscar Arias Sánchez genoprettede normale forbindelser den 18. marts 2009 og erklærede: "Hvis vi har været i stand til at vende en ny side med regimer som er dybt forskellige fra vores som det skete med Sovjetunionen eller, for nylig, med Republikken Kina, hvordan kan vi så ikke gøre det med et land, der geografisk og kulturelt er meget tættere på Costa Rica?" Arias meddelte, at begge lande ville udveksle ambassadører.
Costa Rica har en langsigtet uenighed med Nicaragua over San Juan-floden, som definerer grænsen mellem de to lande og Costa Ricas navigationsrettigheder på floden. I 2010 var der også en tvist om Isla Calero, og virkningen af Nicaraguens uddybning af floden i dette område.
Den 14. juli 2009 afsagde Den Internationale Domstol i Haag en dom om Costa Ricas navigationsrettigheder i forbindelse med kommercielle formål for at opretholde fiskeri på deres side af floden. En traktat fra 1858 gav udvidede navigationsrettigheder til Costa Rica, men Nicaragua benægtede, at passagerrejser og fiskeri var en del af aftalen. Retten besluttede at Costa Ricanere på floden ikke skulle have Nicaraguanske turistkort eller visa, som Nicaragua hævdede, men som en indrømmelse til Nicaragua besluttedes, at Costa Ricas både og passagerer skulle stoppe ved den første og sidste nicaraguanske havn langs deres rute. De skal også have et identitetsdokument eller pas. Nicaragua kan også fastlægge tidsplaner for Costa Rica trafik. Nicaragua kan kræve, at bådene fra Costa Rica viser Nicaraguas flag, men må ikke opkræve dem afgift for sagshåndtering i havne. Disse var alle specifikke sager, der blev forelagt retten til afgørelse i 2005.
Den 1. juni 2007 afbrød Costa Rica de diplomatiske forbindelser med Taiwan og skiftede anerkendelse til Folkerepublikken Kina. Costa Rica var den første af de centralamerikanske nationer til at gøre det. Præsident Óscar Arias Sánchez indrømmede, at handlingen var et svar på økonomisk nødsituation. Som reaktion herpå oprettede Kina et nyt, 100 millioner dollar, state-of-the-art fodboldstadion i Parque la Sabana i provinsen San José. Ca. 600 kinesiske ingeniører og arbejdere deltog i dette projekt, og det blev indviet i marts 2011 med en kamp mellem landsholdene i Costa Rica og Kina.
Costa Rica afsluttede en periode i FNs Sikkerhedsråd, hvortil det blev valgt for en ikke-fornybar, toårig periode i 2007 og med en løbetid der udløb den 31. december 2009; dette var Costa Ricas tredje deltagelse i Sikkerhedsrådet.

### Administrativ inddeling
Costa Rica er delt ind i 7 provinser. Provinserne er yderligere inddelt i kantoner, som igen er delt ind i distrikter.
| Provins    | Centraladministration | Kantoner | Distrikter | Indbyggere (2000) | Areal (km²) | Flag              |
| ---------- | --------------------- | -------- | ---------- | ----------------- | ----------- | ----------------- |
| Alajuela   | Alajuela              | 15       | 108        | 716.286           | 9.757,53    | Alajuelas flag    |
| Cartago    | Cartago               | 8        | 48         | 432.395           | 3.124,67    | Cartagos flag     |
| Guanacaste | Liberia               | 11       | 59         | 264.238           | 10.140,71   | Guanacastes flag  |
| Heredia    | Heredia               | 10       | 46         | 354.732           | 2.656,98    | Heredias flag     |
| Limón      | Limón                 | 6        | 27         | 339.295           | 9.188,52    | Limóns flag       |
| Puntarenas | Puntarenas            | 11       | 57         | 357.483           | 11.265,69   | Puntareanas' flag |
| San José   | San José              | 20       | 118        | 1.345.750         | 4.965,9     | San Josés flag    |

## Økonomi
Costa Ricas relativt stabile økonomi er fortrinsvis baseret på turisme, eksport af elektronik og jordbrug. Fattigdomsandelen har ligget på omkring 20 % de seneste 20 år, og det udviklede sociale sikkerhedsnet, som var blevet skabt af regeringen, er faldet bort på grund af forhøjede begrænsninger på det offentliges udgifter. Landets BNP per capita er cirka 13.500 USD, men landet har samtidig den fjerdehøjeste inflation i Latinamerika (9,3 %), manglende nye investeringer i infrastruktur, over 740.000 (18 %) indbyggere, som lever i fattigdom og over 227.000 (5,5 %) er arbejdsløse (2012).
Indvandringen fra Nicaragua er blevet et større problem for Costa Rica. Det vurderes, at de omkring 300.000 - 500.000 nicaraguanere, som befinder sig i Costa Rica legalt eller illegalt udgør en stor del af den ufaglærte arbejdskraft, hvilket også sætter det sociale velfærdssystem under pres. Udenlandske investorer er fortsat interesseret i landet på grund af dets politiske stabilitet og høje uddannelsesniveau. Et større antal teknologivirksomheder bidrager til landets eksport, blandt dem mikroprocessorproducenten Intel, lægemiddelkoncernen GlaxoSmithKline og den verdensomspændende virksomhed Procter & Gamble. Handelen med Sydøstasien og Rusland er steget, og Costa Rica har ansøgt om at blive fuldgyldigt medlem af APEC (landet blev observatør i 2004).
I de senere år er elektronik, lægemidler, finansiel outsourcing, softwareudvikling samt økoturisme blevet de vigtigste industrier i Costa Rica. Valutaenheden er colón (CRC). 1.000 colón modsvarer i februar 2013 cirka 10,8 danske kroner. Den 16. oktober 2006 blev et nyt system for valutaveksling indført, som tillader, at kursen for colón varierer mellem en høj og lav værdi i forhold til dollaren på samme måde, som man tidligere havde det i Chile. Tanken bag dette er, at Centralbanken bedre skal kunne være stand til at takle inflationen og begrænse anvendelsen af US-dollar. Siden dette er colónens værdi i forhold til dollaren blevet stabiliseret. Dollar kan dog stadig anvendes i store dele af landet.
Costa Ricas geografiske beliggenhed er god i forhold til markedet i USA, idet landet har samme tidszone som de centrale dele af USA, og man har direkte havkontakt med Europa og Asien. En folkeafstemning har godkendt en frihandelsaftale med USA med 60 % ja-stemmer. I 2005 bidrog turismen med 8,1 % af landets BNP, og udgjorde 13,3 % af den direkte og indirekte beskæftigelse i Costa Rica.

### Turisme
Med en turistindustri med en omsætning på 1,9 milliarder dollar om året er Costa Rica det mest besøgte land i Mellemamerika, med 1,9 millioner udenlandske turister i 2007, hvilket svarer til relativt høje udgifter pr. turist, $1.000 per rejse, og et gennemsnit på 0,46 udenlandske turister per indbygger, en af de højeste tal i Caribien. Flertallet af turisterne kommer fra USA (54 %) og EU (14 %).
Økoturisme er meget populært med mange turister, som besøger de omfattende nationalparker og naturreservater rundt om i landet. Costa Rica var en pioner inden for denne type turisme, og landet er en af de få, der har reel økoturisme. På indekset for konkurrencedygtighed indenfor rejser og turisme kom Costa Rica i 2007 ind på en 41. plads blandt verdens lande, og først blandt de latinamerikanske lande. Turismen fik et regulært boom i 1987, og med 329.000 besøgende i 1988, steg det til 1,03 million i 1999 til en historisk rekord på 2,43 millioner udenlandske besøgende i 2013.
Sexturisme står for 10 % af den milliardstore turistindustri. En medvirkende årsag til den store andel af sexturister kan være at prostitution er lovligt i landet. En undersøgelse skønner, at "op til 10 % af turister, der kommer til Costa Rica engagere sig i sexturisme", med så mange som 10.000 sexarbejdere involveret, hvoraf mange er indvandrere. Det blev også rapporteret, at omkring 80 % af sexturisterne er fra USA.

## Infrastruktur

### Energiproduktion
I lighed med andre lande i Centralamerika er Costa Rica stærktafhængig af den indenlandske vandkraft og til en vis grad import af olie fra Mexico og Venezuela. Det statlige energimonopol Instituto Costarricense de Electricidad (ICE) står for 97 % af den totale energiproduktion i landet, en energiproduktion som for over 80 % kommer fra vandkraft. Costa Rica har omkring en snes vandkraftværker runt om i landet. Angostura-dæmningen, nær Turrialba, er det nyeste vandkraftværk i landet og blev taget i drift begyndelsen af 2001. Mange af landets vandkraftsprojekter hindres af lokalbefolkninger i nærheden af de steder, hvor eventuel udvikling af vandkraftværker kan blive aktuelt. Et eksempel på et sådant sted er de nedre områder af floden El General, lige syd for San Isidro de El General, hvor modviljen mod et vandkraftværk er stor i lokalbefolkningen.

### Transport
Costa Rica ligger i Centralamerika og havde i 2013 47 asfalterade nationale og internationale lufthavne. Landet har en omfattende turisme, som indbefatter faste flyveforbindelser fra de fleste lande i Syd- og Nordamerika og endvidere et mindre amtal flyforbindelser fra Europa med flyselskaber som American Airlines, United Airlines og Iberia. Internt i landet findes der to flyselskaber, som tilbyder indenrigsrejser, SANSA og NatureAir som begge flyver på omkring 15 destinationer runt om i landet.
Vejene i landet er generelt asfalterede. Costa Rica har omkring 8 600 km asfalterade veje og yderligere 27 000 km ikke-asfalterede veje. De fleste større destinationer og byer er tilgængelige med bil eller bus, omend der stedvis er problemer med vejenes kvalitet og vissa veje er bedre vedligeholdte end andre. Også oppe i det centrale højland er de fleste af vejene asfalterede, og hinsides højlandet findes der veje, som forener de flesta af landets provinser og kantoner, med undtagelse af det nordøstlige lavland. Vejene mellem hoveddestinationer er af høj kvalitet, men så snart man forlader disse veje mod mindre betydningsfulde mål, så mindsker vejenes kvalitet hurtigt til dårligt vedligeholdte grus- og jordveje, som ved regn hurtigt bliver ufremkommelige.
Costa Rica har 278 km jernbane som dog ikke længere er i kommersiel drift siden årtusindskiftet. Jernbanen forbandt en gang i fortiden Puntarenas ved Stillehavet med Limón ved Det Caribiske Hav men er med tiden forfaldet og ophørte til sidst helt med at blive brugt til passagertrafik. Der findes dog et turisttog, som kører mellem San José og Stillehavet i weekenderne.

### Kommunikation og media
I egenskab af ett relativt udviklet turistland har Costa Rica et fuldt fungerende telekommunikationssystem. Det er tillige det land i Centralamerika med flest telefonlinjer for mobil og stationære telefoner per capita, endog de mindste byer har mindst en egen telefonlinje og stadig flere bygges. Mobiltelefoni findes i hele landet og anvendes af en stor del af befolkningen. Costa Rica er det land i Centralamerika med den mindst liberaliserede telekombranche. Det statsligt ejede Instituto Costarricense de Electricidad (ICE) og dattervirksomheden RACSA ejer al form for telekommunikation bortset fra betalings-tv, hvilket indebærer, at alle faste telefon- og internetlinjer er statsligt ejeda. At indstallere en sådan i et privat hjem er derfor noget, som kan blive meget dyrt og være kompliceret.
Det findes seks landsdækkende daglige aviser. Den mest læste af dem er tillige den ældste, La Nación. Hovedkonkurrent til La Nación er La República, som er noget mindre i omfang. Der ud over findes en række aviser, hvoraf mange har særlige emner, som får en mere omfattende særbehandling, eksempelvis Al Día som har et større indslag om sport end de tidligere nævnte.
Costa Rica har 13 lokale tv-kanaler, som blandt andet sender film, nyheder og sport. Den vigtigste af dessa kanaler er Channel 7, som i dag møder hård konkurrence i og med indførelsen af kabel- og satellit-tv.

## Demografi
Ifølge The World Factbook har Costa Rica 4.636.348 indbyggere, hvoraf 94 % er mestizer eller hvide, 3 % er sorte, 1 % indianere, 1 % kinesere og 1 % af anden herkomst. De eksakte tal kendes imidlertid ikke, eftersom den costaricanske folkeregistrering kombinerer mestizer og hvide i én kategori. Den hvide befolkning har frem for alt spansk med et stort antal costaricanere med italiensk, tysk, jødisk og polsk ophav. I modsætning til Costa Ricas nabolande er der forekommet mindre opblanding mellem de spanske nybyggere og den oprindelige befolkning. Derfor har den største del af den costaricanske befolkning antagelig spansk baggrund eller blandet mestizbaggrund.
Lige under 3 % af befolkningen har sort afrikansk ophav. Flertallet af afrocostaricanerne er kreolengelsktalende efterkommere af sorte jamaicanske gæstearbejdere fra 1800-tallet, eller slaver, som kom til landet under den transatlantiske slavehandel. Indianerbefolkningen udgør cirka 1 % af befolkningen, eller lige over 41.000 personer. I provinsen Guanacaste nedstammer en anselig del af befolkningen fra en blanding af indianere og spaniere.
Costa Rica har desuden et stort antal flygtninge, hovedsageligt fra Colombia og Nicaragua. Som et resultat af dette anslås det, at 10-15 % af Costa Ricas befolkning er nicaraguanere, hvoraf de fleste flytter rundt efter sæsonarbejde og bagefter vender tilbage til deres hjemland. Det er også et voksende antal flygtninge fra Peru. Desuden modtog Costa Rica mange flygtninge fra andre latinamerikanske lande, som flygtede under borgerkrig og diktaturer i 1970'erne og 1980'erne –hovedsageligt fra Chile og Argentina, og også personer fra El Salvador, som flygtede fra guerillaerne og regeringens dødspatruljer.

### Religion
Kristendom er den dominerende religion i Costa Rica, og romersk katolicisme er den officielle statsreligion, som den er beskrevet i forfatningen fra 1949. Omkring 92 % af alle costaricanere er kristne og ligesom i mange andre dele af Latinamerika har protestantismen haft en kraftig stigning i tilslutningen i de senere år. Tre ud af fire costaricanere tilhører dog stadig den romersk-katolske kirke.
76.3% er romersk-katolske kristne, 13.7% evangelister, 1.3% Jehovahs Vidner, 0.7% andre protestanter, 4.8% tilhører andre religioner, 3.2% angiver ingen trosretning.
På grund af den seneste tids lille men stadige indvandring fra Asien, Mellemøsten og andre dele af verden er andre religioner vokset i størrelse. Den mest populære af disse er buddhisme – på grund af den stigende kinesiske befolkning, som i dag udgør cirka 40.000 indbyggere. Tilhængere af jødedom, islam, bahá'i og hinduisme findes også i mindre antal. Der findes en jødisk synagoge, forsamlingen B'nei Israel, i San José, tæt på byparken La Sabana. Mange huse i området øst for denne park er udsmykkede med davidsstjernen og andre genkendelige jødiske symboler.
Jesu Kristi Kirke af Sidste Dages Hellige har oplevet en begrænset vækst i Costa Rica i løbet af de seneste 40 år og har bygget en ud af bare to templer i Mellemamerika i byen San Antonio de Belén i provinsen Heredia.

### Sprog
Det eneste officielle sprog er spansk. Det tales to dialekter i Costa Rica, standardcostaricansk og nicoyansk. Den nicoyanske dialekt er meget lig standardnicaraguansk på grund af den korte afstand til Nicaragua. Det som gør den costaricanske udtale særpræget er blandt andet bløde begyndelsesbogstaver og brugen af dobbelt-r fonem, som ikke rulles som normalt i resten af den spansktalende verden.
Jamaicanske indvandrere, som ankom i 1800-talet, tog en engelsk dialekt med sig, som i dag tales i visse dele af især provinsen Limón, dialekten kaldes derfor for Limónkystkreol. Traditionel engelsk tales og forstås i mange dele af den mere moderne del af landet, særligt inden for sektorer som biludlejning, hoteller og andre områder indenfor samfundet som fortrinsvis er baseret på turisme.

### Ægteskab
Eftersom romersk katolicisme er den officielle statsreligion, så bliver alene kirkens giftermål juridisk anerkendt af staten. Hvis en person ønsker at gifte sig udenfor den katolske kirke, må denne person hyre en advokat, som udfører og senere registrerer det civile giftermål. Den myndige alder for at indgå ægteskab er 18 år i Costa Rica, og 15 år, hvis forældrenes tilladelse opnås.

### Uddannelse
Analfabetismen i Costa Rica er 3,7 %, hvilket er et af de laveste tal i Latinamerika. Da hæren blev afskaffet i 1949, blev det sagt, at "hæren ville blive erstattet med en hær af lærere". Grundskoler og sekundære skoler er der i hele landet i praktisk taget ethvert lokalmiljø. Grundlæggende almen uddannelse garanteres af forfatningen. Grundskoleuddannelse af obligatorisk, og både forskole og sekundær skolegang er gratis. Der er både statslige og private universiteter.
Landets største og ældste universitet er University of Costa Rica (Universidad de Costa Rica), som i 2011 havde 41.642 studerende. Universitetet anses for at være landets mest prestigefyldte læreanstalt. Costa Rica har fem offentlige universiteter og flere private universiteter, der tilbyder bachelorer, herunder Universidad para la cooperación Internacional og Universidad de Ciencias Medicas.

### Sundhedsvæsen
Ifølge UNDP var forventet levetid ved fødslen for Costa Ricans i 2010 79,3 år. Nicoya-halvøen betragtes som en af de "blå zoner" i verden, hvor folk almindeligt lever aktive liv i en alder af 100 år. The New Economics Foundation (NEF) rangerede Costa Rica først i 2009 Happy Planet Index, og igen i 2012. Indekset måler den sundhed og lykke, de producerer pr. enhed af miljømæssige input. Ifølge NEF er Costa Ricas ledelse på grund af den meget høje forventede levetid, som er næsthøjeste i Amerika og højere end USA. Landet oplevede også velfærd højere end mange rige nationer og et økologisk fodaftryk pr. Capita en tredjedel af USAs størrelse.
I 2002 var der 0,58 lægekonsultationer og 0,33 nye specialistkonsultationer pr. indbygger og en hospitalsindlæggelsesrate på 8,1%. Den forebyggende sundhedspleje er også vellykket. I 2002 anvendte 96% af de costaricanske kvinder en form for prævention, og der blev ydet prævention til 87% af alle gravide kvinder. Alle børn under 1 har adgang til børneklinikker, og immuniseringsdækningen i 2002 var over 91% for alle antigener.[kilde mangler] Costa Rica har en meget lav malaria-forekomst på 48 pr. 100.000 i 2000, og der er ikke rapporteret tilfælde af mæslinger i 2002. Den perinatale dødelighed faldt fra 12,0 pr. 1000 i 1972 til 5,4 pr. 1000 i 2001.
Costa Rica er blevet omtalt i forskellige tidsskrifter som Mellemamerikas store sundhedsmæssige succeshistorie.[kilde mangler] Dets sundhedssystem er rangeret højere end USAs til trods for, at dets BNP kun udgør en brøkdel af USAs. Forud for 1940 leverede offentlige sygehuse og velgørende organisationer de fleste sundhedsydelser. Men siden oprettelsen af socialforsikringsadministrationen (Caja Costarricense de Seguro Social-CCSS) i 1941 har Costa Rica leveret universelle sundhedsydelser til sine lønmodtagere, med dækning efterhånden udvidet til familiemedlemmer. I 1973 overtog CCSS administrationen af alle landets 29 offentlige hospitaler og alle sundhedsydelser og lancerede også et landdistriktsprogram for sundhedspleje (Programa de Salud Rural) til primærpleje til landdistrikter, der senere blev udvidet til primærbehandlingstjenester i hele landet. I 1993 blev lovgivningen vedtaget for at muliggøre de valgte sundhedsstyrelser, der repræsenterede sundhedskunder, socialforsikringsrepræsentanter, arbejdsgivere og sociale organisationer. I år 2000 var socialsikringsdækningen tilgængelig for 82% af Costa Ricas befolkning. Hvert sundhedsudvalg forvalter et område svarende til en af de 83 administrative kantoner i Costa Rica. Der er begrænset anvendelse af private profittjenester (ca. 14,4% af de nationale samlede sundhedsudgifter). Ca. 7% af BNP er afsat til sundhedssektoren, og over 70% er statsfinansieret.
Primære sundhedsfaciliteter i Costa Rica omfatter sundhedsklinikker med en praktiserende læge, sygeplejerske, kontorist, apotek og en primær sundhedstekniker. I 2008 var der 5 specialiserede nationale hospitaler, 3 almindelige nationale hospitaler, 7 regionale hospitaler, 13 perifere hospitaler og 10 hovedklinikker, der fungerede som henvisningscentre for primærhospitaler, som også leverer biopsykosociale tjenester, familiemedicinske og samfundsmedicinske tjenester og fremme og forebyggelsesprogrammer. Patienterne kan vælge privat sundhedspleje for at undgå ventelister.[kilde mangler]
Costa Rica er blandt de latinamerikanske lande, der er blevet populære destinationer for medicinsk turisme. I 2006 modtog Costa Rica 150.000 udlændinge, der kom til medicinsk behandling. Costa Rica er særligt attraktivt for amerikanere på grund af geografisk nærhed, høj kvalitet af lægelige ydelser og lavere medicinske omkostninger.
Siden 2012 er rygning i Costa Rica underlagt nogle af de mest restriktive regler i verden

### Forsvar
Den 1. december 1948 opløste Costa Ricas præsident José Figueres Ferrer landets hær efter sejren i det costaricanska borgerkrig samme år. I en ceremoni i Cuartel Bellavista knuste Figueres en af væggene for derved symbolst at markere afslutningen på det costaricanske militærvæsen. Året efter, 1949, blev denne opløsning af militæret tillige indskrevet i landets nye forfatning.
Det budget, som tidligere var blevet reserveret forsvaret omsattes nu i landets sikkerhed, uddannelse og kultur samt til de politibevogtningsstyrker, som landet beholdt.
Museet Museo Nacional de Costa Rica, hvor Cuartel Bellavista tidigare lå, ligger som et symbol på landets forpligtelse med hensyn til kultur.
I 1986 erklærede præsident Oscar Arias Sánchez 1. december som Día de la Abolición del Ejército (Dagen for militærets afskaffelse) med lov #8115.
I 1996 oprettede Myndigheden for almen sikkerhed Fuerza Pública,som omorganiserede og afviklede civilgarden, bøndernes hjemmeværn og grænseværnet som separata enheder; de er nu under myndighedernes kontrol og arbejder på geografisk basis med lokal sikkerhed, politiarbejde, antinarkotikatiltag og grænsekontrol.

## Kultur

### Musik
Populære musikgenrer i Costa Rica er blandt andet den lokale calypso, som adskiller sig meget fra den vidt kendte trinidadiske calypso. Amerikansk og britisk rock'n'roll, pop og reggaeton er populær blandt de unge (især i storbyerne) mens de mere danseorienterede genrer som soca, salsa, bachata, merengue og cumbia også er populære. Mange danser, og megen musik i Costa Rica er påvirket af afrikansk, præcolumbiansk og spansk musik. Guitar er et populært instrument, især ved akkompagnement til folkedanse.

### Costaricansk mad
Det costaricanske køkken er kendt for at være velsmagende, men forholdsvis mild med en høj afhængighed af frisk frugt og grøntsager. Ris og sorte bønner er et dagligt syn i de fleste traditionelle costaricanske måltider, ofte serveret tre gange om dagen; gallo pinto, en morgenmad med ris og bønner blandet sammen med løg og peberfrugt, der ofte betragtes som den costaricanske nationalret. Maden i Costa Rica er fuld af smag, forholdsvis mild, relativt fedtfri, rig på protein og kulhydrat og med mange friske grønsager, frugt, kød og kylling krydret med koriander, paprika og af og til chili.
Til frokost serveres det traditionelle måltid kaldet casado. Den består igen af ris og bønner serveret ved siden af hinanden i stedet for blandet. Den vil normalt blive serveret med en vis form for kød (carne asada, fisk, svinekød eller kylling) og en salat. Der kan også være lidt ekstra til retten, f.eks. stegte bananer, en skive hvid ost eller majstortillas.
Til madretterne er ris den vanligste kilde til kulhydrater, og det serveres ofte med sovs, som tit består af hvidløg, majsmel, sort peber og løg. Madkulturen varierer hen over året afhængigt af de forskellige kristne højtider, især ved påske, hvor visse typer af mad næsten helt forsvinder og andre typer af mad bliver mere udbredte. Friske grønsager er en vigtig ingrediens i mange madretter, og medlemmer af squashfamilien er særligt almindelige. Blandt disse kan nævnes varianter som zucchini, zapallo, chayote og ayote. Kartofler, løg og peberfrugter er andre udbredte ingredienser.

### Sport
Costa Rica var med til Sommer-OL for første gang i 1936 med fægteren Bernardo de la Guardia og deltog ved de olympiske vinterlege for første gang i 1980 med skiløberen Arturo Kinch. Alle fire af Costa Ricas olympiske medaljer er blev vundet af søstrene Silvia Poll og Claudia Poll i svømning, hvor Claudia vandt en guldmedalje i 1996.
Fodbold er den mest populære sport i Costa Rica. Landsholdet har spillet i fire VM-turneringer og nåede kvartfinalerne for først gang i 2014. Den bedste præstation i den regionale CONCACAF Gold Cup var i 2002. Paulo Wanchope spillede for tre klubber i Premier League i slutningen af 1990'erne og begyndelsen af 2000'erne, og han er krediteret for at være med til at øge udenlandsk anerkendelse af costarikansk fodbold.